# 絵はがき (曲)
「絵はがき」（えはがき）は、かとうれい子の3枚目のシングル。2013年8月7日に徳間ジャパンコミュニケーションズから発売された。

## 解説
- 今までの作品（「東京夜曲」、「純情」）よりもボーカルのキーを上げた、3拍子ワルツの楽曲である[3][4]。
- NHK『みんなのうた』の2013年8月 - 9月放送曲としてNHK総合テレビ、Eテレ、NHKラジオ第2放送で放送され、また初回放送終了後の同年10月 - 11月の2か月間、総合テレビで再放送された[5]。
- オリジナル楽曲に手話の振り付けを加えたバージョンや、歌詞を中国語に置き換えたバージョンも存在する[3]。手話バージョンは徳間ジャパンコミュニケーションズより2013年12月26日に『「NHKみんなのうた 絵はがき」（手話バージョン）』として[6]としてYouTubeに登録。手話監修：東京都聴覚障害者連盟、手話指導：手話あいらんど[要出典]。中国語バージョンは2014年2月8日にライブハウス『晴れたら空に豆まいて』で開催された六本木ヒロシとのジョイントライブで披露[7]。

## 収録曲
| 全作詞: たきのえいじ。 |                                    |              |              |            |      |
| #                      | タイトル                           | 作詞         | 作曲         | 編曲       | 時間 |
| 1.                     | 「絵はがき」                       | たきのえいじ | たきのえいじ | 若草恵     | 3:31 |
| 2.                     | 「花いかだ」                       | たきのえいじ | あらい玉英   | 伊戸のりお | 4:20 |
| 3.                     | 「絵はがき（オリジナルカラオケ）」 | たきのえいじ |              |            | 3:31 |
| 4.                     | 「花いかだ（オリジナルカラオケ）」 | たきのえいじ |              |            | 4:18 |
| 合計時間:              | 合計時間:                          | 合計時間:    | 合計時間:    | 15:41      |      |